# Arisoa Razafitrimo
Arisoa Lala Razafitrimo (sinh ngày 26 tháng 4 năm 1954) là một chính trị gia người Madagascar, từng là Bộ trưởng Bộ Ngoại giao Madagascar từ 2014 đến 2015. Bà được đào tạo tại Đại học Madagascar.